# Wybory prezydenckie na Litwie w 1923 roku
Przedterminowe wybory prezydenckie z 1923 roku były następstwem rozwiązania przez prezydenta Aleksandrasa Stulginskisa 13 marca 1923 roku Sejmu I kadencji i rozpisania nowych wyborów. Po zatwierdzeniu Sejmu II kadencji, 20 czerwca posłowie przystąpili do wyboru nowego prezydenta. Kandydatami byli dotychczasowy prezydent Stulginskis i Jonas Vileišis, kandydat Litewskiego Ludowego Związku Chłopskiego. Zwycięzcą został Aleksandras Stulginskis, którego tego samego dnia zaprzysiężono na urząd prezydenta.

## Wyniki
| Portret                 | Kandydat                | Głosy |
| ----------------------- | ----------------------- | ----- |
| Aleksandras Stulginskis | Aleksandras Stulginskis | 49    |
| Jonas Vileišis          | Jonas Vileišis          | 26    |